# Valli (Siena)
Valli è un quartiere della città di Siena, in Toscana.
Si tratta di uno dei primi sobborghi nati al di fuori delle mura di Siena e si sviluppa lungo l'asse stradale di via Enea Silvio Piccolomini, che da Porta Romana scende a valle fino alla Coroncina e la strada statale Siena-Grosseto.

## Storia

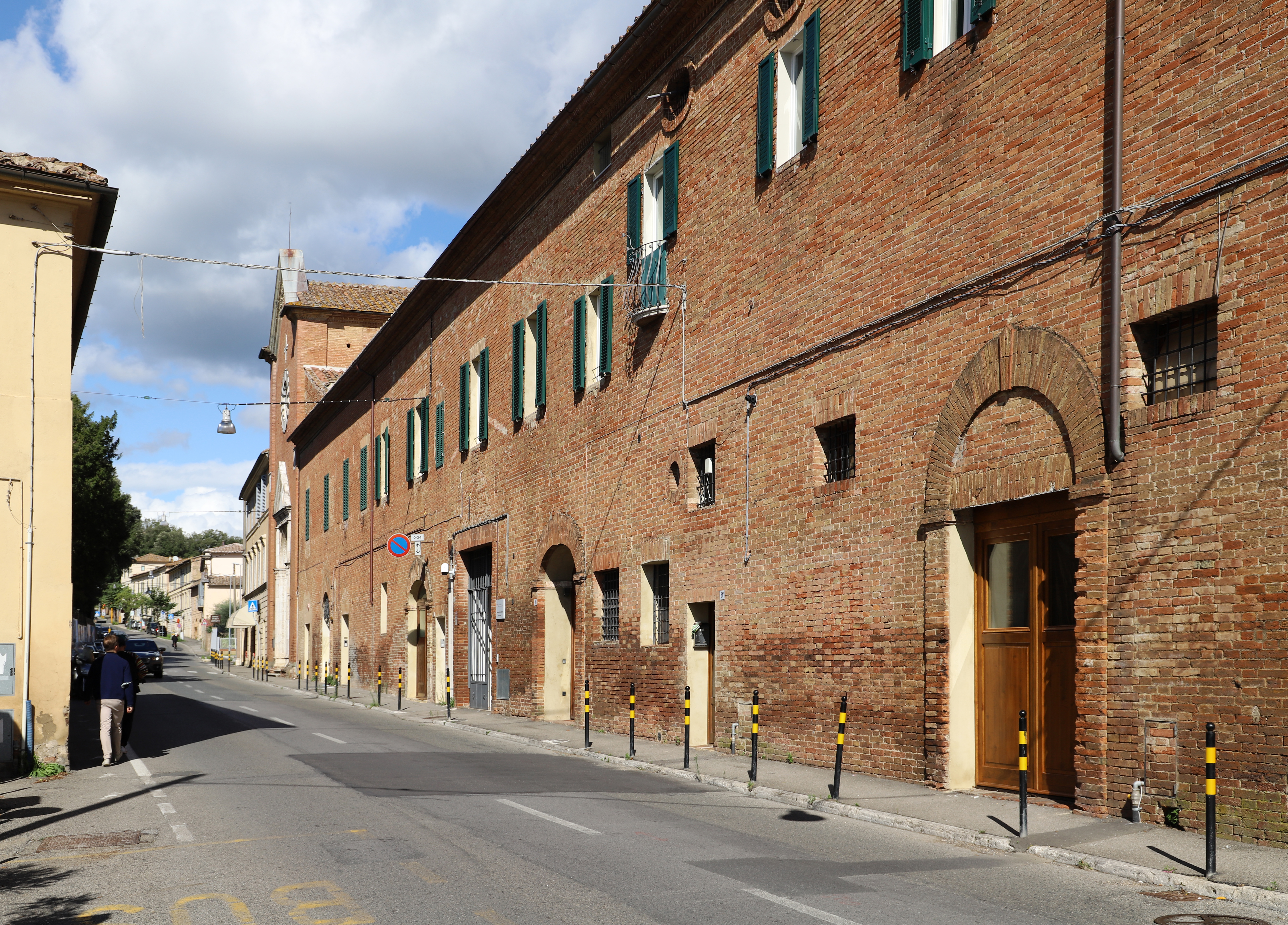
La residenza studentesca Piccolomini, ex struttura conventuale annessa a Santa Maria degli Angeli

Secondo il Repetti, la prima menzione del borgo di Valli sarebbe da far risalire a un placito del 1045 in cui è menzionato un pezzo di terra con vigna posto in località Valli, presso la chiesa di "Santa Ruina" (Santa Regina).
Agli inizi del XIII secolo è già documentata la presenza di un monastero, dove trovarono riparo nel 1257 le monache camaldolensi di Santa Maria Maddalena di Poggibonsi, durante le guerre tra Firenze e Siena. Nonostante nell'anno successivo il papa Alessandro IV avesse ordinato il trasferimento delle monache presso il monastero di San Giorgio a Lapi, queste in realtà non lasciarono il convento e nel 1263 il comune di Siena autorizzò l'acquisto di alcuni beni comunali da parte della badessa Lucia. Tra il XIII e il XIV secolo le monache favorirono lo sviluppo del borgo: vi si trovano infatti un ospedale per i pellegrini intitolato ai Santi Giuliano e Jacopo (documentato per tutto il Trecento), inizialmente amministrato dalle ospitaliere di Altopascio e poi ceduto nel 1390 da Margherita di Bartolo di Cione all'abbazia di Sant'Eugenio; e un oratorio edificato nel 1349 e in seguito ceduto alla confraternita di Santa Maria della Neve.
Nel XVIII secolo la località di Valli finì divisa tra le comunità di Masse di San Martino e Masse di Città. Nel 1833 erano censiti a Valli 604 abitanti, aumentati a 696 nel 1845. In seguito alla nascita del comune unico di Siena, che aveva accorpato le Masse, il territorio di Valli, posto al di fuori della porta Romana, divenne presto una delle prime zone di espansione extra-murarie della città. Valli fu, insieme a San Prospero e Ravacciano, una delle «periferie di prima generazione» che nacquero in maniera spontanea fuori dal centro storico medievale agli inizi del XX secolo e che ricevettero una pianificazione in seguito al risanamento del "ghetto" tra il 1928 e il 1932, al fine di ospitarne gli abitanti.

## Monumenti e luoghi d'interesse

### Architetture religiose
Chiesa di San Mamiliano in Valli
La chiesa parrocchiale di San Mamiliano in Valli è il più antico edificio del quartiere, documentato come monastero delle monache camaldolesi nel XIII secolo. Nel 1507 il papa Giulio II ordinò il trasferimento delle monache presso il convento agostiniano di Maria Maddalena in porta Tufi e assegnò il monastero di Valli alla diretta amministrazione dell'arcidiocesi di Siena, sancendo la nascita della parrocchia di San Mamiliano. Nel 1894 l'edificio subì un'opera di ristrutturazione che gli ha conferito un aspetto neogotico. Nel 1936 è stato innalzato il nuovo campanile. Sopravvivono alcune parti degli affreschi originari di Biagio di Goro Ghezzi, risalenti al XIII secolo. Poco distante dalla chiesa sorge lo storico cimitero del quartiere.
Chiesa di Santa Maria degli Angeli
La chiesa di Santa Maria degli Angeli venne edificata nella seconda metà del XV secolo in luogo di un oratorio eretto nel 1349 dalle monache camaldolesi. Si presume che il progetto di rifacimento fosse di Francesco di Giorgio Martini. La chiesa presenta un impianto rinascimentale a croce latina, con gli interni realizzati nel corso del XVIII secolo. Vi sono conservate opere di Raffaellino del Garbo, Rutilio Manetti e Francesco Rustici. Annessa alla chiesa si trova la struttura dell'ex convento, ampliato dall'arcivescovo Francesco Piccolomini nel 1469, che ospita la residenza studentesca Piccolomini dell'Università di Siena.
Chiesa di Santa Maria in Betlemme
La chiesa di Santa Maria in Betlemme, o Bellemme, si trova annessa a una villa che si presume avesse ospitato un ospedaletto medievale. La chiesa è frutto di ristrutturazione ottocentesche, avvenute dopo il 1825, ed era proprietà dei Piccolomini, le cui lapidi sepolcrali decorano gli interni. L'edificio è in laterizio, con copertura ad archi ogivali e travi in legno.
Cappella di palazzo De Metz
La cappella è annessa al palazzo De Metz lungo via Piccolomini e si presenta in un sobrio stile neoclassico con facciata sovrastata da un timpano. Sorge nel luogo dove si trovava lo spedaletto di Santa Caterina delle Ruote.

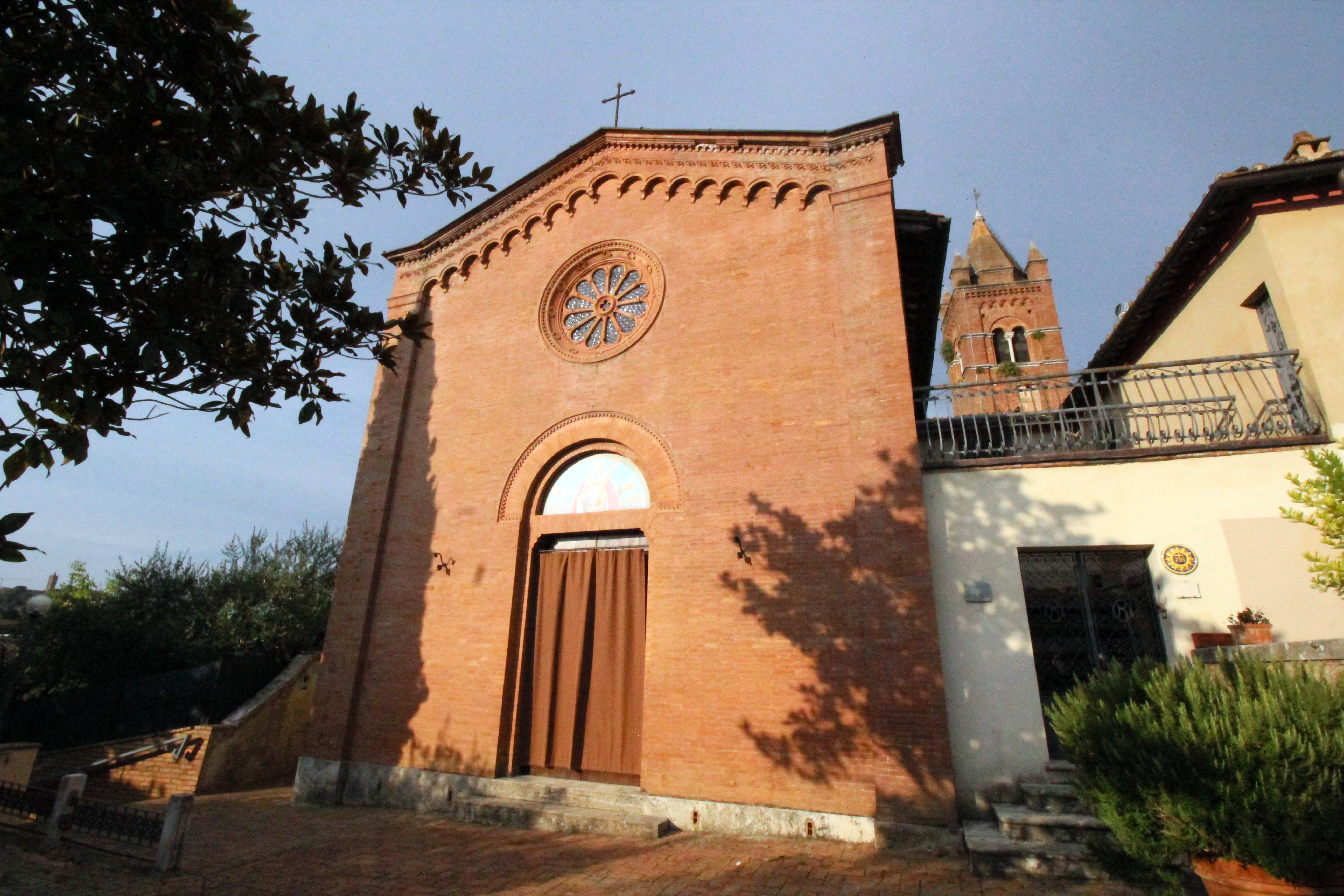
La chiesa di San Mamiliano in Valli
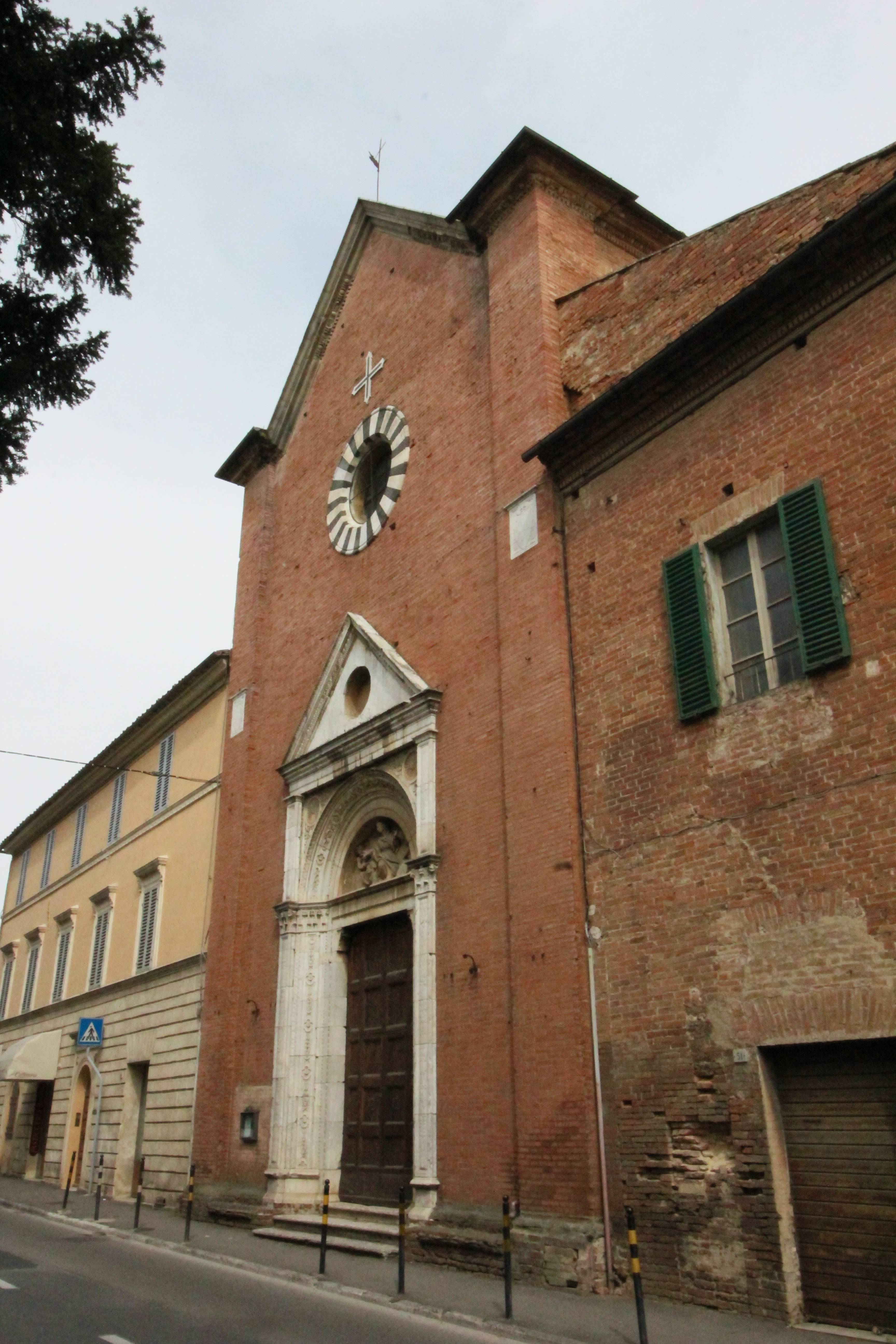
La chiesa di Santa Maria degli Angeli
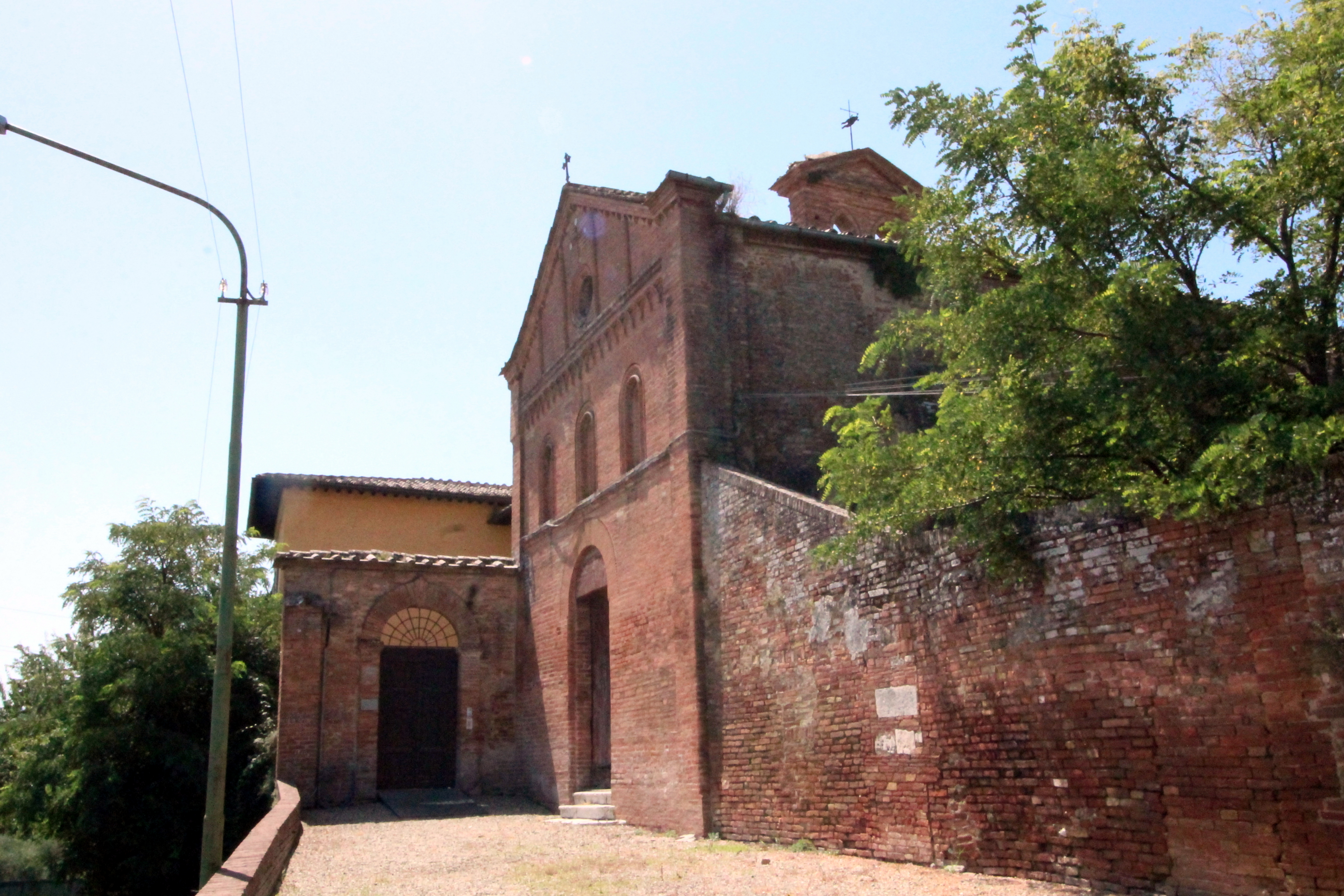
La chiesa di Santa Maria in Bellemme

### Architetture civili
Palazzo De Metz
Il palazzo De Metz sorge lungo via Piccolomini, poco fuori da porta Romana, e si presenta come un edificio ottocentesco su due piani fuori terra e copertura in finto bugnato. Sopra al portone principale, sormontato da un balconcino, è posizionato lo stemma gentilizio. La struttura, prima della trasformazione in residenza borghese, ospitava il trecentesco ospedale di Santa Caterina delle Ruote, documentato ancora nel catasto leopoldino. Annesso al palazzo si trova una neoclassica cappella.
Palazzo del Piano
Il palazzo in via Piccolomini ai civici 6/18 risale alla fine del XIX secolo. Nel catasto leopoldino del 1825 il fabbricato era ancora una casa rurale, denominata "Il Piano", e fu trasformato alla fine del secolo in un monumentale palazzo gentilizio con pianta a T e facciata in finto bugnato che riflette uno stile neorinascimentale. L'interno presenta volte a vela e a schifo, e solai in legno decorati con motivi ornamentali di gusto eclettico.
Palazzo di Valli
Edificio signorile neoclassico risalente al XVIII secolo, si compone di due corpi di cui il maggiore con torre svettante sul retro, con i muri rivestiti a intonaco. Sulla facciata vi è addossata una scala a doppia rampa. È adibito a struttura ricettiva.
Ex ospedaletto di San Pietro
Il palazzo ai civici 80/86 di via Piccolomini coincide con il duecentesco ospedaletto fondato da Biagio Tolomei e gestito dalle ospitaliere di Altopascio.  Prese il nome di "nuovo ospedaletto di San Pietro" nel 1292 e nel 1370 passò alle monache camaldolesi.
Ex ospedale di San Lazzaro
Fabbricato di tre piani posto nella parte finale di via Piccolomini, al civico 184, ospitava in passato l'ospedale di San Lazzaro o dei Lebbrosi. Sulla facciata sono presenti alcuni stemmi gentilizi che recano le date 1465, 1614 e 1675. La presenza di una cappella è documentata da ciò che rimane di un campanile a vela in laterizio posto sul tetto.

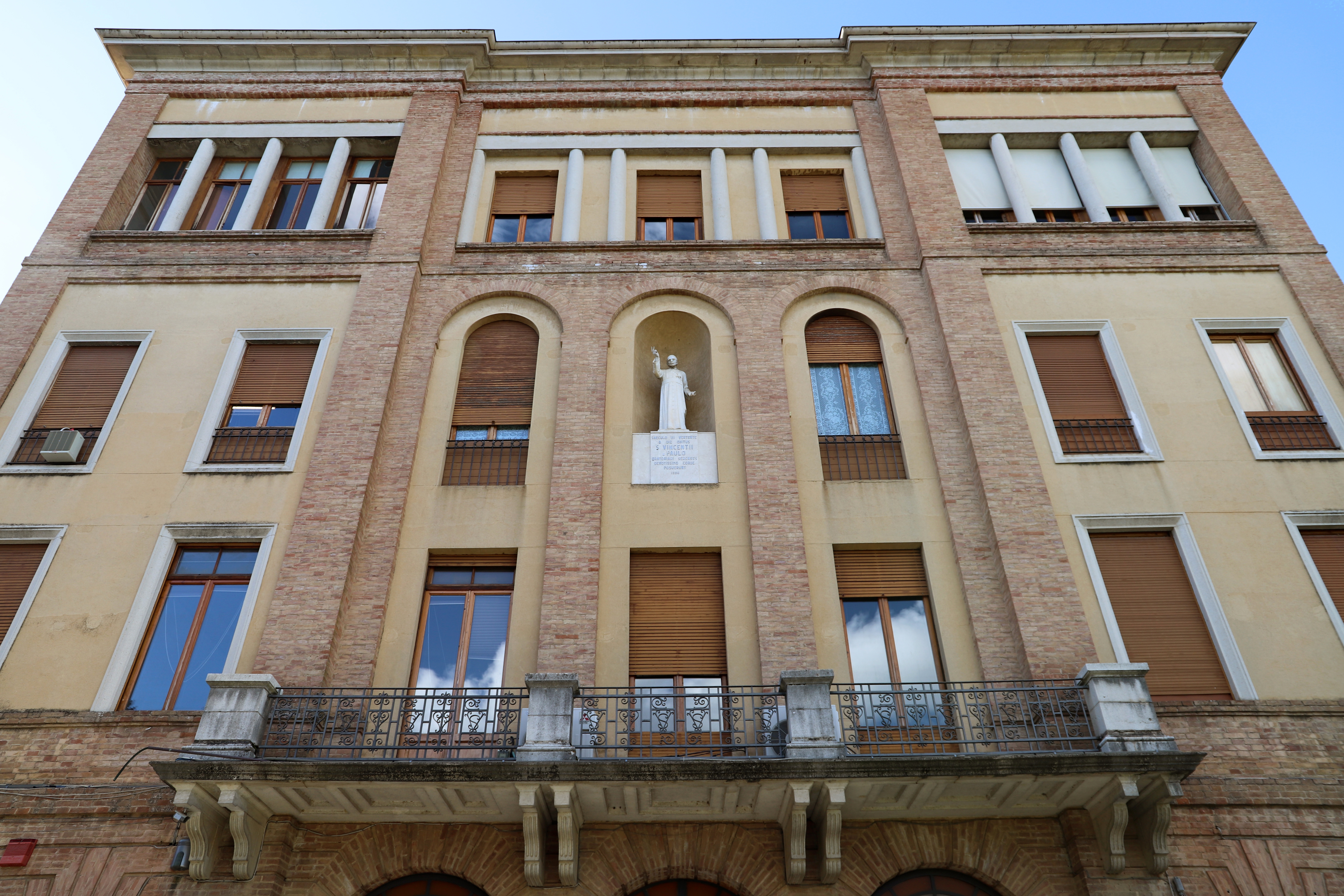
Villa Il Pavone, ingresso della casa di cura San Vincenzo

Villa di Bethlem
La villa, con annessa chiesa, potrebbe risalire al XVI secolo, in quanto la sua tipologia riflette uno stile tipico di molte ville senesi diffuso da Baldassarre Peruzzi. Le prime notizie tuttavia risalgono agli inizi del XIX secolo. L'edificio ha una pianta a L con cortile, è disposto su due piani e la struttura portante è in laterizio, con facciate in parte intonacate, in parte con laterizio faccia vista; sul retro la facciata è caratterizzata da un loggiato a doppio ordine lesenato composto da quattro archi a doppio sesto, mentre sul fronte strada sono affissi degli stemmi gentilizi in pietra.
Villa di Monticello
Situata in via Piccolomini al civico 181, la villa di Monticello è nota per avere dato rifugio a due senesi che avevano trafugato le carte relative alla battaglia di Scannagallo del 1554, come ricorda una lapide del 1824. La villa, di due piani fuori terra, presenta muratura in laterizio, con facciata caratterizzata da un portico con loggiato.
Villa Il Pavone
La villa monumentale venne edificata sul luogo dove esisteva il palazzo del Pavone, attribuito a Francesco di Giorgio Martini, per volere di Mario Bianchi Bandinelli che affidò l'incarico all'architetto Agostino Fantastici nel 1825. Il complesso comprende la villa, un ampio giardino di gusto romantico e una serie di fabbricati annessi. L'ingresso presenta decorazioni dello scultore Luigi Magi, mentre nel giardino si trovano una loggetta dorica, una piramide-sepolcreto e un ipogeo realizzato a imitazione delle tombe etrusche in tufo. La struttura ospita la casa di cura San Vincenzo.
Ville di Porta Romana
Le cosiddette ville di Porta Romana sono due monumentali residenze situate subito fuori dalla porta Romana e facevano parte di un complesso di edifici alle dipendenze dell'ospedale psichiatrico di San Niccolò: la villa Uomini e la villa Donne, più un piccolo fabbricato più arretrato denominato "Glicine". Le due ville, progettate in stile eclettico dall'architetto Vittorio Mariani agli inizi del XX secolo, sono disposte una di fronte all'altra, ai due lati di via Piccolomini, e presentano una medesima pianta a U e struttura in muratura continua, mista pietra e laterizio. In seguito alla soppressione degli istituti psichiatrici, la villa Donne fu destinata per un periodo a sede dell'Azienda ospedaliera Senese; le due ville sono state poi acquisite dalla Società di esecutori di pie disposizioni e adibite a strutture sanitarie di accoglienza dopo un complessivo restauro, prendendo i nomi di villa San Bernardino e villa I Lecci.